# Evaza nigrispinis
Evaza nigrispinis är en tvåvingeart som beskrevs av Meijere 1924. Evaza nigrispinis ingår i släktet Evaza och familjen vapenflugor. Inga underarter finns listade i Catalogue of Life.